# Janówek (powiat garwoliński)
Janówek – wieś sołecka w Polsce położona w województwie mazowieckim, w powiecie garwolińskim, w gminie Żelechów.
| SIMC    | Nazwa    | Rodzaj    |
| ------- | -------- | --------- |
| 0696800 | Michalin | część wsi |

W latach 1975–1998 miejscowość należała administracyjnie do województwa siedleckiego.
Wierni Kościoła rzymskokatolickiego należą do parafii Zwiastowania Najświętszej Maryi Panny w Żelechowie.